# Чемпіонат Туру WTA 2012
Чемпіонат Туру WTA 2012 - жіночий тенісний турнір, що відбувся на закритих кортах з твердим покриттям. Це був 42-й за ліком завершальний турнір сезону в одиночному розряді і 37-й - у парному. Вдруге відбувся на кортах Sinan Erdem Dome у Стамбулі (Туреччина) і тривав з 23 до 28 жовтня 2012 року. Змагалися 8 гравчинь і 4 пари. 
Уперше, починаючи з 1989 року, всі чотири перші тенісистки світу потрапили до півфіналу цього турніру. Серена Вільямс виграла свій третій завершальний турнір сезону.

## Призовий фонд і очки
Сумарний призовий фонд турніру становив 4,9 млн доларів США.
| Етап                         | Одиночний розряд | Парний розряд | Очки! 1   |
| ---------------------------- | ---------------- | ------------- | --------- |
| Чемпіонка                    | RR2 + $1,295,000 | $375,000      | RR2 + 810 |
| Фіналістка                   | RR2 + $435,000   | $187,500      | RR2 + 360 |
| Півфіналістки                | RR2 + $30,000    | $93,750       | RR2       |
| Круговий турнір (3 перемоги) | $455,000         | –             | 690       |
| Круговий турнір (2 перемоги) | $340,000         | –             | 530       |
| Круговий турнір (1 перемога) | $225,000         | –             | 370       |
| Круговий турнір (0 перемог)  | $110,000         | –             | 210       |
| Запасні                      | $50,000          | –             |           |

- 1 За участь у кожному матчі кругового турніру гравчиня автоматично отримує 70 очок, а за кожну перемогу в круговому турнірі - 160 додаткових очок.
- 2 RR означає грошовий приз і очки здобуті на етапі кругового турніру.

## Гравчині, що кваліфікувалися

### Одиночний розряд
| # | Гравчині                 | Очки   | Турнірів | Коли кваліфікувалася |
| - | ------------------------ | ------ | -------- | -------------------- |
| 1 | Вікторія Азаренко (BLR)  | 10,190 | 15(14)   | 6 вересня            |
| 2 | Марія Шарапова (RUS)     | 9,115  | 15(12)   | 6 вересня            |
| 3 | Серена Вільямс (USA)     | 7,900  | 13(12)   | 10 вересня           |
| 4 | Агнешка Радванська (POL) | 7,095  | 20       | 24 вересня           |
| 5 | Анджелік Кербер (GER)    | 5,470  | 19       | 4 жовтня             |
| 6 | Петра Квітова (CZE)      | 5,215  | 18(16)   | 4 жовтня             |
| 7 | Сара Еррані (ITA)        | 4,855  | 21       | 4 жовтня             |
| 8 | Лі На (CHN)              | 4,726  | 17(16)   | 5 жовтня             |

### Парний розряд
| # | Гравчині                                      | Очки   | Турнірів | Коли кваліфікувалися |
| - | --------------------------------------------- | ------ | -------- | -------------------- |
| 1 | Сара Еррані (ITA) Роберта Вінчі (ITA)         | 10,097 | 15       | 6 вересня            |
| 2 | Андреа Главачкова (CZE) Луціє Градецька (CZE) | 7,380  | 14       | 10 вересня           |
| 3 | Лізель Губер (USA) Ліза Реймонд (USA)         | 7,036  | 19       | 10 вересня           |
| 4 | Марія Кириленко (RUS) Надія Петрова (RUS)     | 5,325  | 12       | 20 жовтня            |

## Шлях на Чемпіонат

### Одиночний розряд
- Гравчині на  золотому  тлі кваліфікувалися на турнір.
- Блакитним  позначено запасних.

| Місце | Спортсменка        | Турніри Великого шлему | Турніри Великого шлему | Турніри Великого шлему | Турніри Великого шлему | Premier Mandatory | Premier Mandatory | Premier Mandatory | Premier Mandatory | Найкращі результати в Premier 5 | Найкращі результати в Premier 5 | Найкращі результати в інших турнірах | Найкращі результати в інших турнірах | Найкращі результати в інших турнірах | Найкращі результати в інших турнірах | Найкращі результати в інших турнірах | Найкращі результати в інших турнірах | Загалом очок | Турнірів |
| ----- | ------------------ | ---------------------- | ---------------------- | ---------------------- | ---------------------- | ----------------- | ----------------- | ----------------- | ----------------- | ------------------------------- | ------------------------------- | ------------------------------------ | ------------------------------------ | ------------------------------------ | ------------------------------------ | ------------------------------------ | ------------------------------------ | ------------ | -------- |
| Місце | Спортсменка        | AUS                    | FRO                    | WIM                    | USO                    | IW                | MIA               | MAD               | BEI               | 1                               | 2                               | 1                                    | 2                                    | 3                                    | 4                                    | 5                                    | 6                                    | Загалом очок | Турнірів |
| 1     | Вікторія Азаренко  | П 2,000                | 1/8Ф 280               | ПФ 900                 | Ф 1,400                | П 1,000           | ЧФ 250            | Ф 700             | П 1,000           | П 900                           | ЧФ 225                          | П 470                                | B 340                                | Ф 320                                | П 280                                | 1/8Ф 125                             | A 0                                  | 10,190       | 17(16)   |
| 2     | Марія Шарапова     | Ф 1,400                | П 2,000                | 1/8Ф 280               | ПФ 900                 | Ф 700             | Ф 700             | ЧФ 250            | Ф 700             | П 900                           | ЧФ 225                          | П 470                                | О 470                                | ЧФ 120                               | A 0                                  | A 0                                  | A 0                                  | 9,115        | 16(13)   |
| 3     | Серена Вільямс     | 1/8Ф 280               | 1/64Ф 5                | П 2,000                | П 2,000                | A 0               | ЧФ 250            | П 1,000           | A 0               | ПФ 395                          | ЧФ 225                          | G 685                                | П 470                                | П 470                                | ЧФ 120                               |                                      |                                      | 7,900        | 14(12)   |
| 4     | Агнешка Радванська | ЧФ 500                 | 1/16Ф 160              | Ф 1,400                | 1/8Ф 280               | ЧФ 250            | П 1,000           | ПФ 450            | ЧФ 250            | Ф 620                           | ПФ 395                          | П 470                                | П 470                                | ЧФ 225                               | ЧФ 225                               | ПФ 200                               | ПФ 200                               | 7,095        | 21       |
| 5     | Анджелік Кербер    | 1/16Ф 160              | ЧФ 500                 | ПФ 900                 | 1/8Ф 280               | ПФ 450            | R64 5             | 1/8Ф 140          | ЧФ 250            | Ф 620                           | ПФ 395                          | П 470                                | ПФ 395                               | Ф 320                                | П 280                                | ЧФ 175                               | ПФ 130                               | 5,470        | 20       |
| 6     | Петра Квітова      | ПФ 900                 | ПФ 900                 | ЧФ 500                 | 1/8Ф 280               | 1/16Ф 80          | R64 5             | 1/16Ф 80          | 1/16Ф 80          | П 900                           | ПФ 395                          | П 470                                | ЧФ 225                               | ПФ 200                               | ПФ 200                               | A 0                                  | A 0                                  | 5,215        | 19(17)   |
| 7     | Сара Еррані        | ЧФ 500                 | Ф 1,400                | 1/16Ф 160              | ПФ 900                 | 1/64Ф 5           | R64 5             | 1/16Ф 80          | R64 5             | ЧФ 225                          | 1/8Ф 125                        | П 280                                | П 280                                | П 280                                | П 280                                | ПФ 200                               | ПФ 130                               | 4,855        | 22       |
| 8     | Лі На              | 1/8Ф 280               | 1/8Ф 280               | 1/32Ф 100              | 1/16Ф 160              | ЧФ 250            | ЧФ 250            | ЧФ 250            | ПФ 450            | П 900                           | Ф 620                           | Ф 620                                | Ф 320                                | 1/8Ф 125                             | ЧФ 120                               | 1/16Ф 1                              | A 0                                  | 4,726        | 17(16)   |
| 9     | Саманта Стосур     | 1/64Ф 5                | ПФ 900                 | 1/32Ф 100              | ЧФ 500                 | 1/16Ф 80          | 1/8Ф 140          | ЧФ 250            | 1/16Ф 5           | Ф 620                           | ПФ 395                          | Ф 320                                | ЧФ 225                               | ПФ 200                               | ПФ 130                               | 1/8Ф 125                             | 1/8Ф 125                             | 4,120        | 21       |
| 10    | Маріон Бартолі     | 1/16Ф 160              | R64 100                | 1/32Ф 100              | ЧФ 500                 | ЧФ 250            | ПФ 450            | R64 5             | ПФ 450            | ПФ 395                          | 1/8Ф 125                        | Ф 320                                | Ф 320                                | ПФ 200                               | 1/8Ф 125                             | ЧФ 120                               | ЧФ 120                               | 3,740        | 24       |

## Переможниці та фіналістки

### Одиночний розряд
- Серена Вільямс —  Марія Шарапова, 6–4, 6–3.

Для Вільямс це був 7-й титул за сезон. Це була її третя перемога на Чемпіонаті WTA, після 2001 і 2009 років.

### Парний розряд
- Марія Кириленко /  Надія Петрова —  Андреа Главачкова /  Луціє Градецька, 6–1, 6–4.